# Gornji Bušević (Krupa na Uni)
Gornji Bušević (szerbül: Горњи Бушевић) szerb falu Bosznia-Hercegovinában, a Szerb Köztársaságban, Krupa na Uni községben.

## Fekvése
Bosznia-Hercegovina nyugati részén, Banja Lukától légvonalban 75, közúton 112 km-re nyugatra, Prijedortól légvonalban 42, közúton 63 km-re nyugatra, a Buševica-patak felső folyásának völgye feletti dombokon fekszik. 

## Népessége
| Nemzetiségi csoport | Népesség 1991 | Népesség 2013 |
| ------------------- | ------------- | ------------- |
| Szerb               | 491           | 201           |
| Bosnyák             | 0             | 1             |
| Horvát              | 1             | 0             |
| Jugoszláv           | 0             | 0             |
| Egyéb               | 1             | 0             |
| Összesen            | 493           | 202           |

## Története
A régészeti leletek tanúsága szerint Bušević területe már a középkorban is lakott volt. Középkori templomának és temetőjének maradványa a Crkvina nevű lelőhelyen található. Az egykor egységes Bušević, amely ma Srednji és Gornji Bušević településekre oszlik, 1878-ig tartozott az Oszmán Birodalomhoz, majd az Osztrák-Magyar Monarchia része lett. 1879-ben az első osztrák-magyar népszámlálás során a faluban 176 házat és 1096 ortodox szerb lakost számláltak. 1910-ben Bušević területén két község, Bušević-Blatna és Bušević-Šljivovac feküdt, mindkettő kizárólag szerb lakosságú volt. A monarchia szétesésével 1918-ben előbb a Szerb-Horvát-Szlovén Királyság, majd 1929-től a Jugoszláv Királyság része. 1921-ben a faluban 72 házat és 491 lakost számláltak. 1945-től a település a szocialista Jugoszlávia része volt. A boszniai háború idején a falu szerb félkatonai alakulatok ellenőrzése alatt állt. A daytoni békeszerződés utáni területmegosztási megállapodás értelmében a háború előtti Gornji Bušević település nagyobb, 11 km2 területű része a Boszniai Szerb Köztársasághoz és Krupa na Uni községhez, kisebb 4,39 km2 területű része pedig a Bosznia-hercegovinai Föderáció Una-Szanai kantonjába Bosanska Krupa településhez került. A mai népesség a réginél jóval kisebb. Összehasonlítva az 1971-es népszámlálás adatait a legutóbbival, megállapítható, hogy a falu elhagyásának tendenciája már jó pár évtizede tart. A lakosok többsége a több pénzért külföldre távozott, azonban nagyon gyakran visszatérnek szülőföldjükre, főleg nyaralásra. A legnagyobb összejövetel Ilindán van. 

## Nevezetességei
- Bušević késő középkori templom és temető maradványai a Crkvina lelőhelyen. A megmaradt alapfalak arra utalnak, hogy a templom kisméretű volt, hosszúkás hajóval és a keleti oldalt lezáró félköríves apszissal. Az északi falából történt kőkitermelés alkalmával hamvasztásos sír került elő. Az apszis mellett egy egyszerű, jellegzetes középkori délszláv sírkő, ún. stećak állt.[4]

- A régi Bušević falu kellős közepén, a mai Gornji Bušević központjától északnyugatra, van egy útkereszteződés. A kereszteződésben van egy emlékmű, amely három emlékműből áll: az elsőt a legutóbbi háborúban elhunytaknak, a másodikat a második világháborúban elesetteknek, a harmadikat pedig Bušević leghíresebb személyének, Petar Popović Pecijának szentelték. Pecija a török elleni lázadás idejében élt híres hajdú volt. Az 1858-as és 1875-ös első és második parasztlázadás helyi vezetője volt, aki egész életét a népéért való harcnak szentelte. Az emlékegyüttes igényesen díszített, látható, hogy a lakók nagy figyelmet fordítottak rá.[8]

- A kereszteződés közelében található a Donji Dubovik "Branko Ćopić" általános iskola regionális tagozatásnak épülete is. Mérete bizonyítja, hogy mennyi diákja volt valaha a mostanihoz képest. Az iskola mellett, az út és az erdő között egy szép focipálya is található.[8]

- A kereszteződés másik oldalán található az Úr mennybemenetelének (Vaznesenja Gospodnjeg) tiszteletére szentelt ortodox temploma. A templomot 1894. augusztus 21-én szentelték fel. 1941-ben az usztasák lerombolták. A méreteivel és szépségével is kitűnő templomot az elmúlt időszakban újították fel. Felszentelése, amint azt a templomban elhelyezett emléktábla hirdeti, 2006. augusztus 1-jén volt. A templom egyhajós, keletelt, kupolával fedett haragtornya a nyugati homlokzat előtt áll. A templomhajó közepe felett egy nagyobb kupola található, míg a szentély keleti végét szögletes apszis zárja le. A templom gyönyörű természeti környezetben található. A templom mellett található a helyi lakosok gyülekezőhelye is - egy öreg fa alatt egy pad asztalokkal. A hely ideális a természetben való pihenéshez és kikapcsolódáshoz.[8]